# La Cité du dieu perdu
La Cité du dieu perdu est le douzième tome de la série de bande dessinée Thorgal, dont le scénario a été écrit par Jean Van Hamme et les dessins réalisés par Grzegorz Rosiński.

## Synopsis
Ce tome est le troisième du cycle commencé par Le Pays Qâ et poursuivi par Les Yeux de Tanatloc. Thorgal, Aaricia, Tjall et Kriss de Valnor parviennent enfin dans la cité où règne le dieu-roi Ogotaï et tentent de mettre fin à sa tyrannie. Non seulement l'entreprise se révèle hautement périlleuse, mais Thorgal doit faire face à des révélations inattendues sur ses origines.

## Publication
- Le Lombard, octobre 1987  (ISBN 2-8036-0639-9)
- Le Lombard, 2012  (ISBN 978-2-8036-0639-9)
- Niffle, septembre 2017, intégrales tomes 7 à 12 en noir et blanc, 322 pages  (ISBN 978-2-87393-068-4)